# Ventil

Sedlový ventil –⁠⁠⁠⁠⁠⁠ schéma.

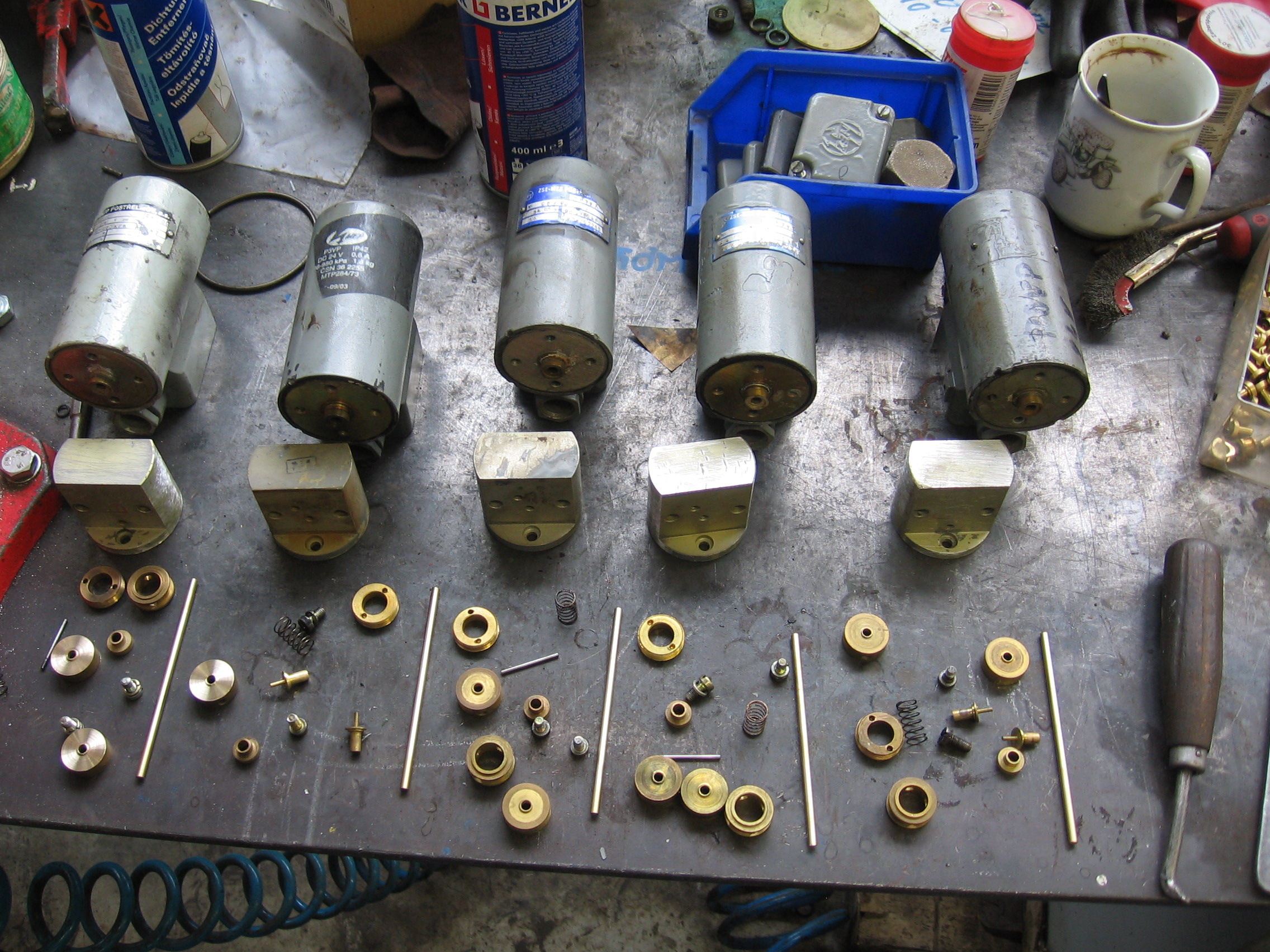
Údržba pneumatických solenoidových ventilů používaných na lokomotivách

Ventil je mechanické zařízení regulující průtok tekutin (plynů, kapalin, zkapalněných tuhých látek, kalů atd.) v potrubí. Pojem v české strojařské terminologii zahrnuje také kohouty, šoupátka a klapky. Zatímco sedlový ventil reguluje průtok uzavíráním kruhového sedla kuželkou, která se pohybuje šroubem kolmo k ose potrubí, kohout má otočný provrtaný prvek, kolmý k ose potrubí, který se otáčí o 90°. Šoupátko se podobá ventilu, pracovní prvek je plochá destička s otvorem, která se posouvá kolmo k potrubí. Klapka je plochá, nejčastěji kruhová deska, která se otáčí kolem osy kolmé k potrubí.
Ventily mohou mít ruční, pneumatický, hydraulický nebo elektromechanický pohon a používají se k nejrůznějším účelům. Nejznámější ventily jsou běžné „kohoutky“ vodovodu, kde se k otevření nebo uzavření musí rukojetí několikrát otočit. Nejběžnější kohouty uzavírají přívod plynu pootočením o 90°. Šoupátka se používají pro větší průměry potrubí, například ve vnějším rozvodu vody, kdežto klapky se užívají například ve vzduchotechnice.

## Armatury podle konstrukce

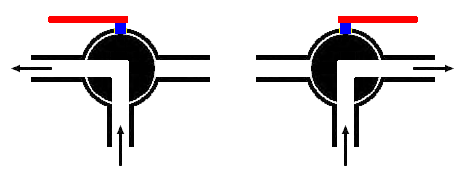
Trojcestný kulový ventil

### Kulový ventil
Hovorově také kohout má v tělese zabroušený pracovní prvek, který se pootáčí o 90° kolmo k ose potrubí. Je poměrně jednoduchý, spolehlivý, dá se dobře rozebrat a i při vysokém tlaku není k otočení třeba velká síla. Protože umožňuje rychlé uzavření průtoku, nepoužívá se pro větší potrubí s kapalinami, kde by prudké uzavření způsobilo tlakový ráz. Pracovní prvek kulového ventilu je provrtaná koule nebo spíše prstenec s vnější kulovou plochou. 
Kuželový ventil je modifikovaná verze kulového ventilu, kde je pracovní prvek provrtaný komolý kužel. Kuželové ventily se užívaly už ve starověku a bývají například i u sudů s vínem.
Trojcestný nebo vícecestný kohout propojuje různá potrubí a směruje tekutinu do různých směrů.

### Sedlový ventil
Sedlový ventil má v tělese přepážku s kruhovým sedlem, vůči němuž se pohybuje kruhová kuželka s těsněním. Pohyb je obstaráván šroubem na dříku, kolmém k ose potrubí. Kuželka je v dříku umístěna otočně, aby se při uzavírání a otvírání nemuselo překonávat tření těsnění vůči sedlu. Směr proudění se při průchodu sedlovým ventilem mění. Sedlové ventily patří k nejběžnějším, v domácnostech bývají u vodovodu, u rozvodu ústředního topení aj.
Pístový ventil má tělo bez přepážky s válcovým otvorem kolmo k ose potrubí a v něm se pohybuje zalapovaný píst, který zavírá nebo otvírá vstupní i výstupní otvor. Pístové ventily se používají i u některých dechových nástrojů.

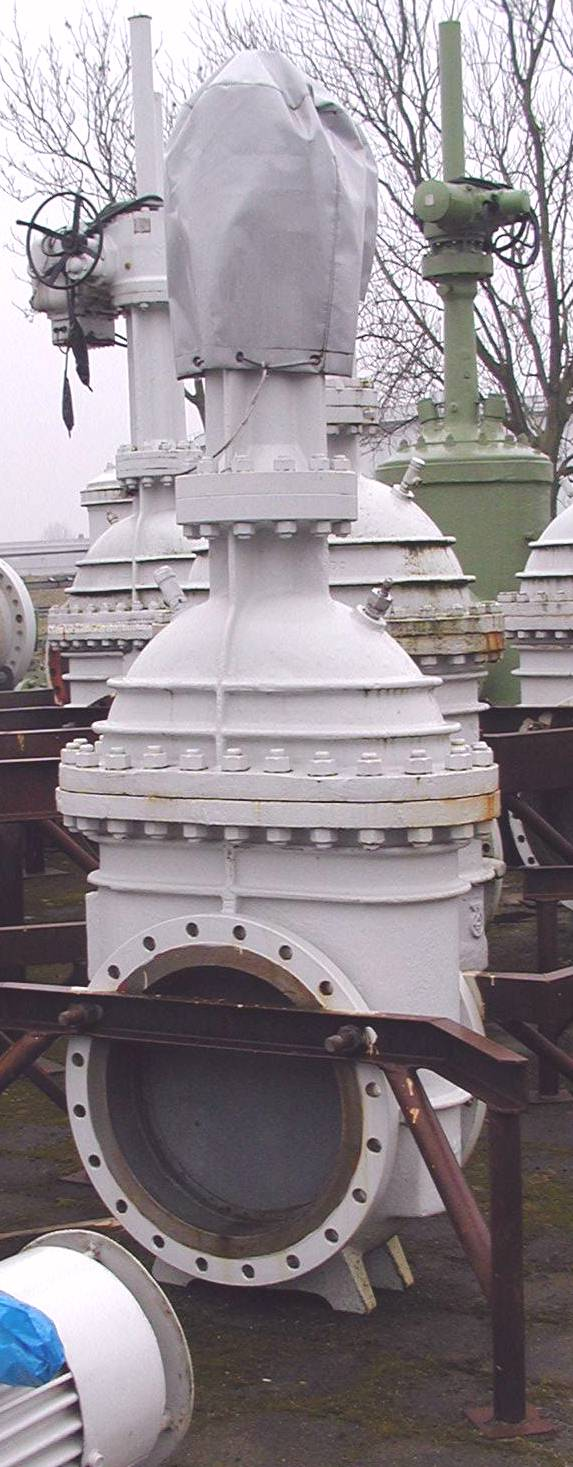
Šoupě o velké světlosti

### Šoupě
Šoupě je ventil pro větší průměry potrubí. V těle se šroubem posouvá deska, dole opatřená otvorem o průměru potrubí. Výhodou je malá délka, nízký odpor a jednoduchá konstrukce. Užívá se u venkovních rozvodů vody i v průmyslu. Plastová šoupata pro zahradní bazény a pod. se posouvají přímým tahem ručně.

### Talířový ventil

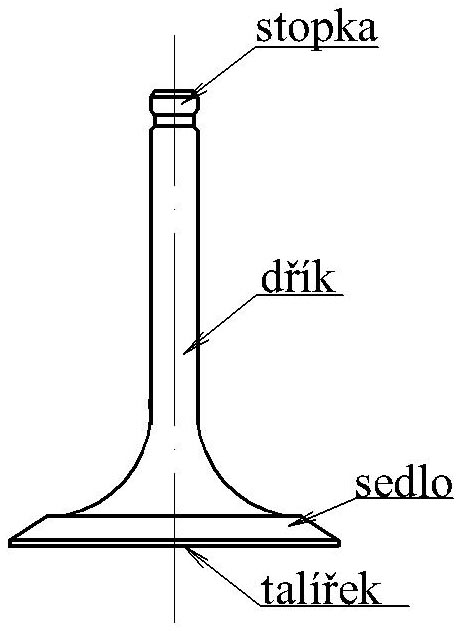
Schéma talířového ventilu

Pracují s plochým talířem, zapadajícím do obrobeného osazení (sedla) v tělese hlavy motoru. Ventil je schopen udržet v závěrném směru velmi vysoké tlaky a jakožto samotěsnící se používá ve spalovacích motorech. Sací ventil spalovacích motorů je vyroben z velmi kvalitní chromkřemíkové magnetické oceli, kdežto výfukový ventil je vždy ze žáruvzdorné nemagnetické oceli (magnet se na něj nepřichytí - jednoduchá zkouška na rozlišení výfukového a sacího ventilu). Některé moderní motory mají výfukové ventily plněné sodíkem (uprostřed stopky ventilu je dutina, kterou vyplňuje sodík) - pro lepší chlazení ventilu.

### Membránový ventil
Funguje jako sedlový, jen kuželka s těsněním není upevněna na dříku, nýbrž na pružné membráně. Proto může být také ovládán tlakem jiného média nad membránou a případně působit jako zpětná vazba.

### Jehlový ventil

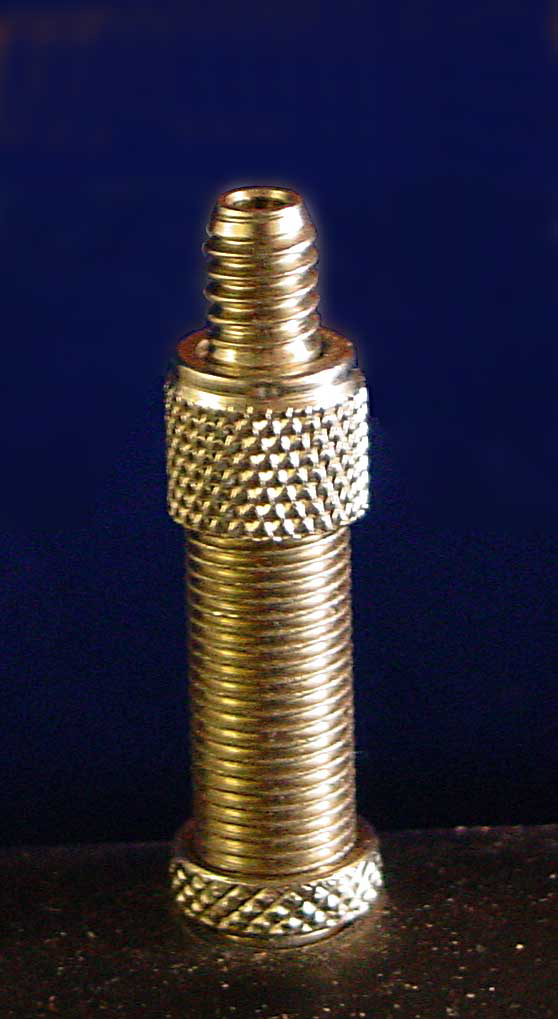
Ventilek bicyklu

Jehlový ventil funguje podobně jako sedlový, jen místo sedla má malý otvor a místo kuželky zabroušenou kuželovitou jehlu. Slouží k jemné regulaci malých průtoků, nejčastěji u vysokých tlaků. Používá se například u spotřebičů na zkapalněný plyn.

### Kuličkový ventil
Kuličkový ventil je jednoduché zařízení, které zabraňuje zpětnému proudění. Má malé kruhové sedlo, na něž je obvykle pružinou přitlačována ocelová kulička, kterou proudící látka musí svým tlakem nadzvednout. Nejběžnějším případem je ventilek automobilové nebo bicyklové duše.

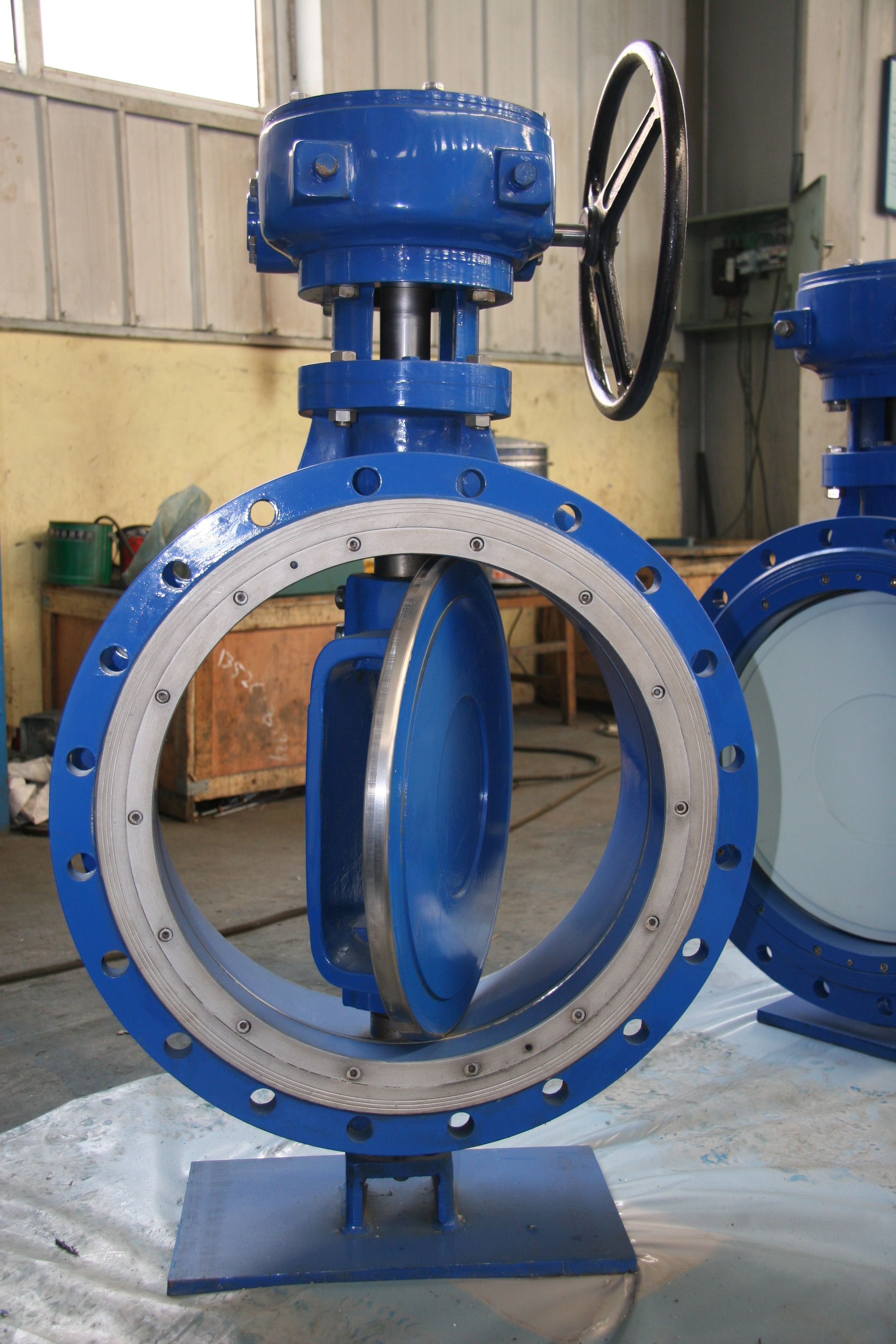
Motýlková klapka

### Klapka
Slouží pro regulaci průtoků na velkých průměrech. Pracovním prvkem je klapka (disk), přivírající odpovídajícím způsobem tvarovaný otvor. Klapka se umisťuje tak, aby proud média přispíval k jeho dotěsnění. Nevýhodou je vysoká ovládací síla, nízká přesnost regulace, výhodou nízká cena i při velkých rozměrech. Například srdeční chlopně fungují jako klapky.

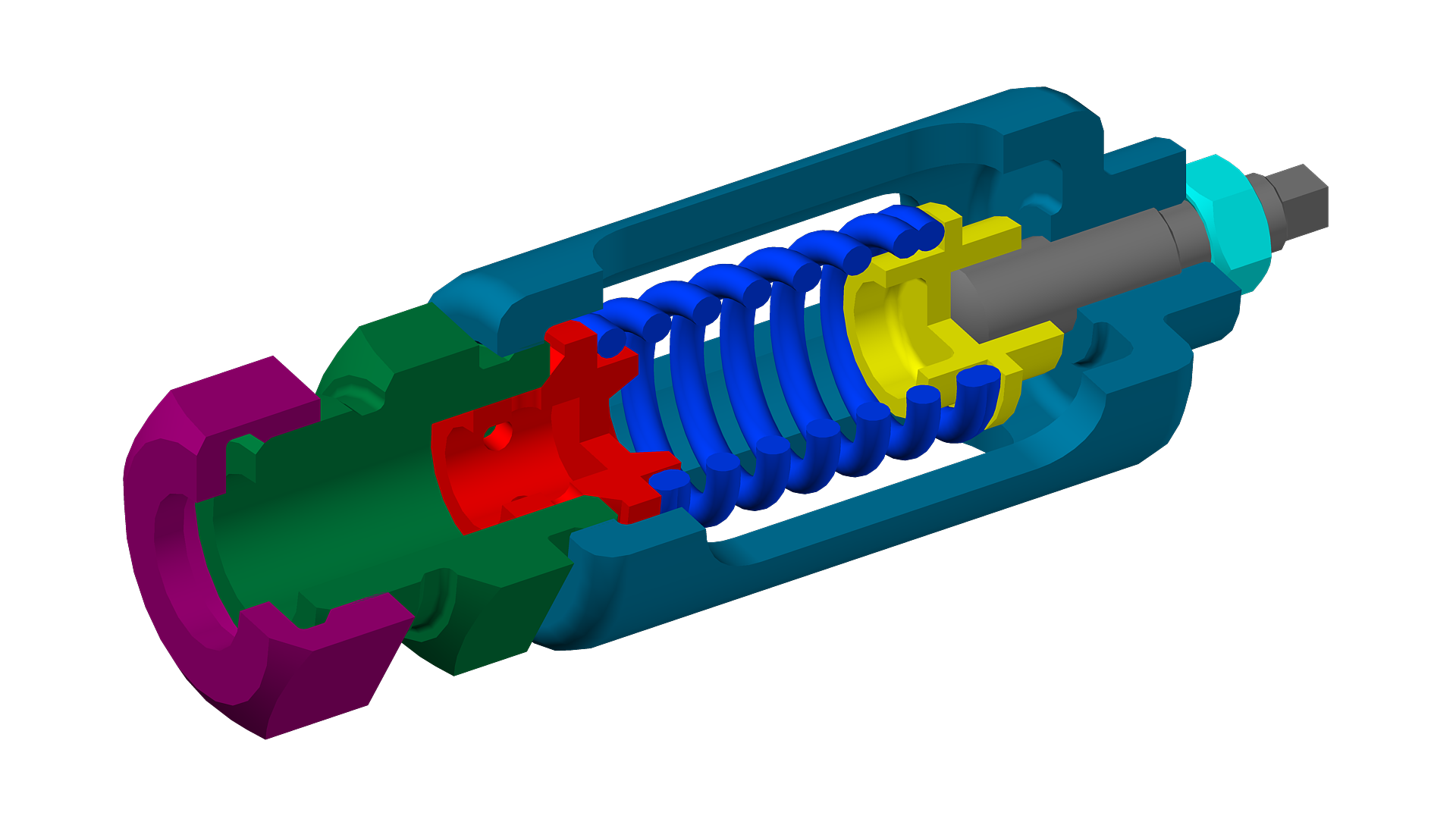
Pojistný ventil

## Ventily podle použití
- Odvzdušňovací ventil slouží k vypouštění vzduchových bublin z potrubí, například z radiátorů ústředního topení.
- Pilotní ventily regulují tok nebo tlak jiných ventilů
- Plovákový ventil, ovládaný plovákem, se často používá pro udržování vodní hladiny (cisterna)
- Pojistný nebo také bezpečnostní ventil vypouští médium, když v nádrži nebo potrubí stoupne tlak nad nastavenou hodnotu. Je povinnou součástí parních kotlů a používá se také u Papinova hrnce nebo k ochraně vodovodních potrubí před rázy.
- Redukční ventil snižuje tlak na nastavenou dolní úroveň a zároveň ji udržuje stálou. Používá se u lahví se stlačenými plyny například při svařování, u lahví se stlačeným vzduchem nebo dýchací směsí pro potápěče a v dýchacích přístrojích.
- Termostatický ventil se řídí vlnovcem. Užívá se u radiátorů ústředního topení a při dosažení nastavené teploty uzavře potrubí.
- Zpětný ventil zabraňuje zpětnému proudění. Příkladem může být kuličkový ventil, ale také kanalizační ochrany proti zpětnému proudění například při povodni.